# La noia de varietats
La noia de varietats (títol original: Variety Girl) és una pel·lícula de comèdia musical estatunidenca de 1947 dirigida per George Marshall i protagonitzada per Mary Hatcher, Olga San Juan i DeForest Kelley. Va ser produïda per Paramount Pictures. Està doblada al català.
Nombrosos actors i directors que treballaven per Paramount fan cameos o interpreten cançons amb Bing Crosby i Bob Hope. Entre molts altres, els actors del l'estudi que apareixen son Gary Cooper, Alan Ladd, Paulette Goddard, Ray Milland, William Holden, Burt Lancaster, Robert Preston, Veronica Lake, William Bendix, Barbara Stanwyck o Paula Raymond.

## Argument
La història gira al voltant de dues noies joves que intercanvien identitats, causant confusió al "Variety Club" (organització benèfica de l'espectacle) i a l'estudi Paramount.
L'elaborada cançó de cloenda, "Harmony", comença amb Bing Crosby i Bob Hope cantant i ballant a l'escenari amb vestits a quadres i barrets de palla a joc, i finalment es trasllada a un carrusel amb Gary Cooper amb un vestit de vaquer assegut en un cavall de plàstic mentre parlen amb Barry Fitzgerald, i després s'incorpora gradualment tot el repartiment, que inclou gairebé tots els que tenen contracte amb Paramount en aquell moment, en un final emocionant amb William Holden i Ray Milland perseguint una dona a través d'un escenari.

## Repartiment
- Mary Hatcher com Catherine Brown
- Olga San Juan com Amber La Vonne
- DeForest Kelley com Bob Kirby
- Frank Ferguson com R.J. O'Connell
- Glenn Tryon com Bill Farris
- Nella Walker com Mrs. Webster
- Torben Meyer com Andre
- Jack Norton com ajudant de cambrer
- William Demarest com anunciador
- Frank Faylen com director d'escena

## Recepció
La crítica del New York Times del 16 d'octubre de 1947 va concloure: "La gent que porta la història no s'ha de passar per alt perquè aporten a l'esforç l'esperit correcte d'abandonament afable. Mary Hatcher, que va ser descoberta a Oklahoma! , és una incorporació molt benvinguda al conjunt d'ocells cantors de la pantalla, i té una mirada innocent amb els ulls oberts que tampoc li farà mal. Variety Girl és una mescla, sens dubte. Però no parlem de la seva manca de forma, perquè es tracta d'un entreteniment abundant en què el bo supera definitivament el pobre. " Mae Tinée del Chicago Daily Tribune va escriure: "Seria difícil seleccionar qualsevol d'aquesta amable agregació per a honors especials."

## Banda sonora
- "Tallahassee" (Frank Loesser): cantada per Alan Ladd, Dorothy Lamour i altres
- "Harmony" (Jimmy Van Heusen / Johnny Burke): cantada per Bing Crosby, Bob Hope i altres
- "Tired" (Allan Roberts / Doris Fisher): cantada per Pearl Bailey
- "He Can Waltz" (Frank Loesser): cantat per Mary Hatcher
- "Your Heart Calling Mine" (Frank Loesser): cantat per Mary Hatcher i Spike Jones i els seus City Slickers
- "Romeow and Julicat" (Edward H. Plumb): interpretada per Mary Hatcher, Pinto Colvig i cor
- "I Must Have Been Madly in Love" (Frank Loesser)
- "I Want My Money Back" (Frank Loesser)
- "Impossible Things" (Frank Loesser)
- "The French" (Frank Loesser)[4]

La cançó "Tallahassee" va aparèixer a les llistes de Billboard amb enregistraments de Bing Crosby i The Andrews Sisters (posició #10) i de Dinah Shore i Woody Herman (posició #15).